# レビアシナ科
レビアシナ科(Lebiasinidae)は、コスタリカ、パナマ、南アメリカ等で見られる淡水魚の分類である。ペンシルフィッシュやコペラ・アーノルディ等はアクアリウムの観賞魚として知られる。
円筒形をした小型で、成魚の体長は2-18cmである。昆虫、特にカの幼虫を食べる。アンデス山脈北部やギアナ楯状地、中央アメリカ等の高地で見られるレビアシナ属やPiabucina属以外は、主にオリノコ川、アマゾン川、パラグアイ川、その他ギアナ地方の川の盆地等、低地で見られる。

## 分類
Nelson（2016）では2亜科7属77種が認められている。FishBaseでは2025年4月時点で77種が分類されている。
- レビアシナ亜科 Lebiasininae
  - Derhamia 属（1種）
  - レビアシナ属 Lebiasina（18種）
  - Piabucina 属（9種）
- ピルリナ亜科 Pyrrhulininae
  - ピルリナ族 Pyrrhulinini
    - コペイナ属 Copeina（2種）
    - コペラ属 Copella（9種）
    - ピルリナ属 Pyrrhulina（18種）

  - ナノストムス族 Nannostomini
    - ナノストムス属 Nannostomus（20種）